# チョウセンゴヨウ
チョウセンゴヨウ（朝鮮五葉、学名：Pinus koraiensis）は、マツ科マツ属の樹木である。

## 名前と分類
マツ科マツ属、いわゆるマツ（松、英語：pine）の一種である。学名 Pinus koraiensis の種小名 koraiensis は「高麗の」という意味。標準和名はチョウセンゴヨウ （朝鮮五葉）で、別名でチョウセンマツ（朝鮮松）ともよばれている。中国名は紅松や果松、ロシア語名は Корейский кедр（韓国のマツ）や Маньчжурский кедр（満州の松）という。
我々の身近なマツであるアカマツやクロマツとは亜属単位で異なりStrobus亜属、いわゆる五葉マツの仲間に分類される。

## 分布
北東アジア地域原産。朝鮮半島、中国東北部、ロシア極東部（ウスリー川流域）と日本に自然分布する。日本では本州中部の福島県南部から岐阜県にかけてと四国の東赤石岳にもわずかな群落が隔離分布しているが、比較的稀な種で山で見かけることは少ない。
花粉化石の分析などから、最終氷期には現在よりはるかに広い範囲で繁栄していたことが知られている。

## 形態
成木は樹高30メートル (m) 以上、直径1.5 mに達する。樹皮は灰褐色で幼齢時は平滑、成長するにつれて薄く鱗状にはがれる。
針葉は名前の示すように五葉であり、短枝に5本が束生する。葉は濃い緑色で白い気孔がよく目立ち、遠目には青緑色に見える。長さは6 - 10センチメートル (cm) で縁には鋸歯があり、ざらざらした触り心地である。葉の断面の樹脂道は同じく日本産五葉松のゴヨウマツ(Pinus parviflora)の2本に対して本種は3本ある。
球果（松かさ）は8 - 16 cmと五葉松のなかまでは最も大形で、枝の先に3 - 4個がまとまって出来ることが多い。他のマツ同様多数の鱗片から構成される。色は若い時は緑色だが熟すと黄褐色に変わる。球果の鱗片は熟すにつれて外側に反り返る。マツ属の球果は一般に成熟後しばらく樹上に留まり、空気中の湿度に反応して開閉を繰り返し中の種子を散布する。しかしながら、本種及び近縁種は成熟後も決して開かないままに落果する。熟した球果は比較的分解しやすい他の五葉松類のものと比べても非常に脆く、素手で分解することも簡単である。球果の1つの鱗片には2つの種子が入っている。種子は2 cm弱ある大型のもので、他のマツと違い翼を持たない。

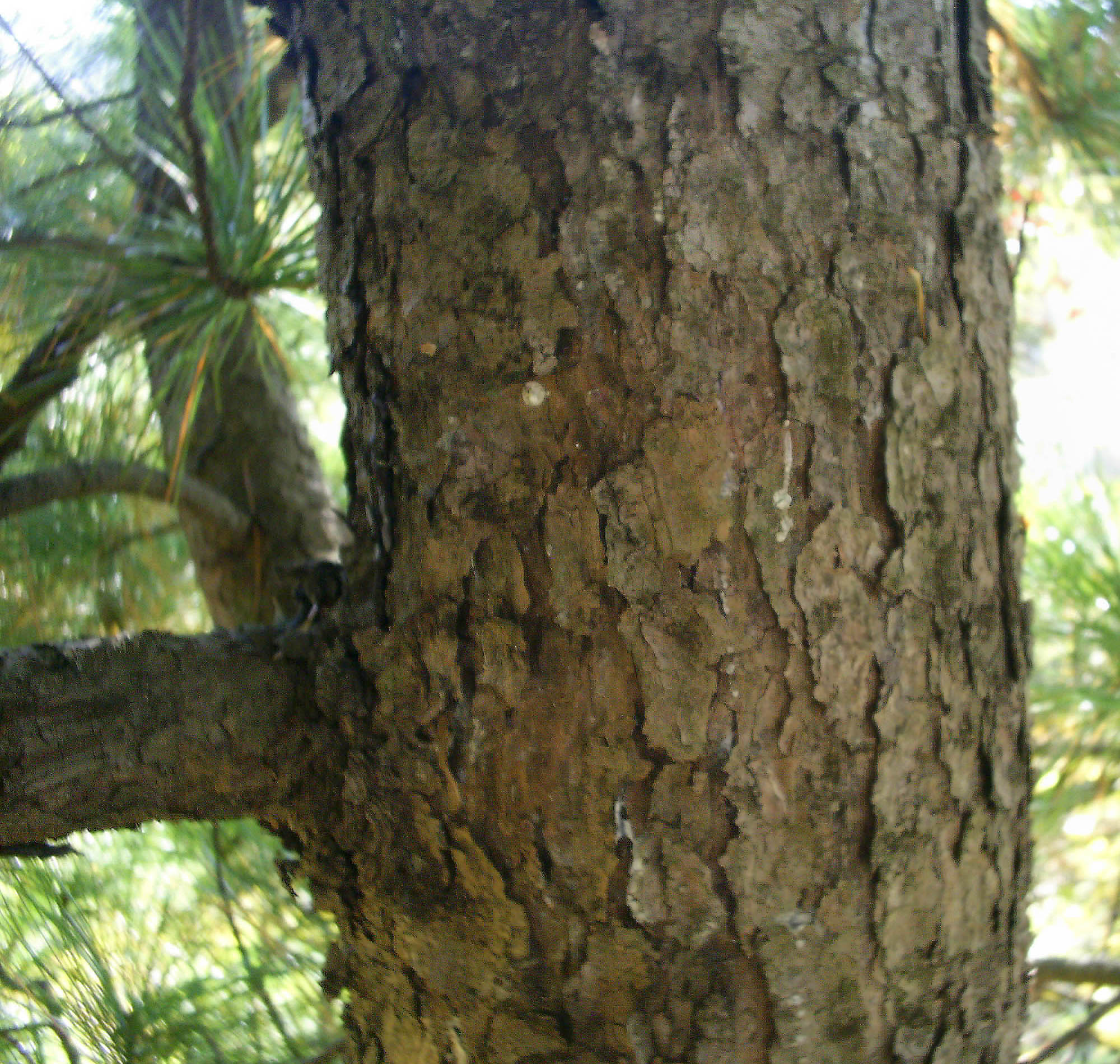
樹皮は薄く鱗状に剥がれる
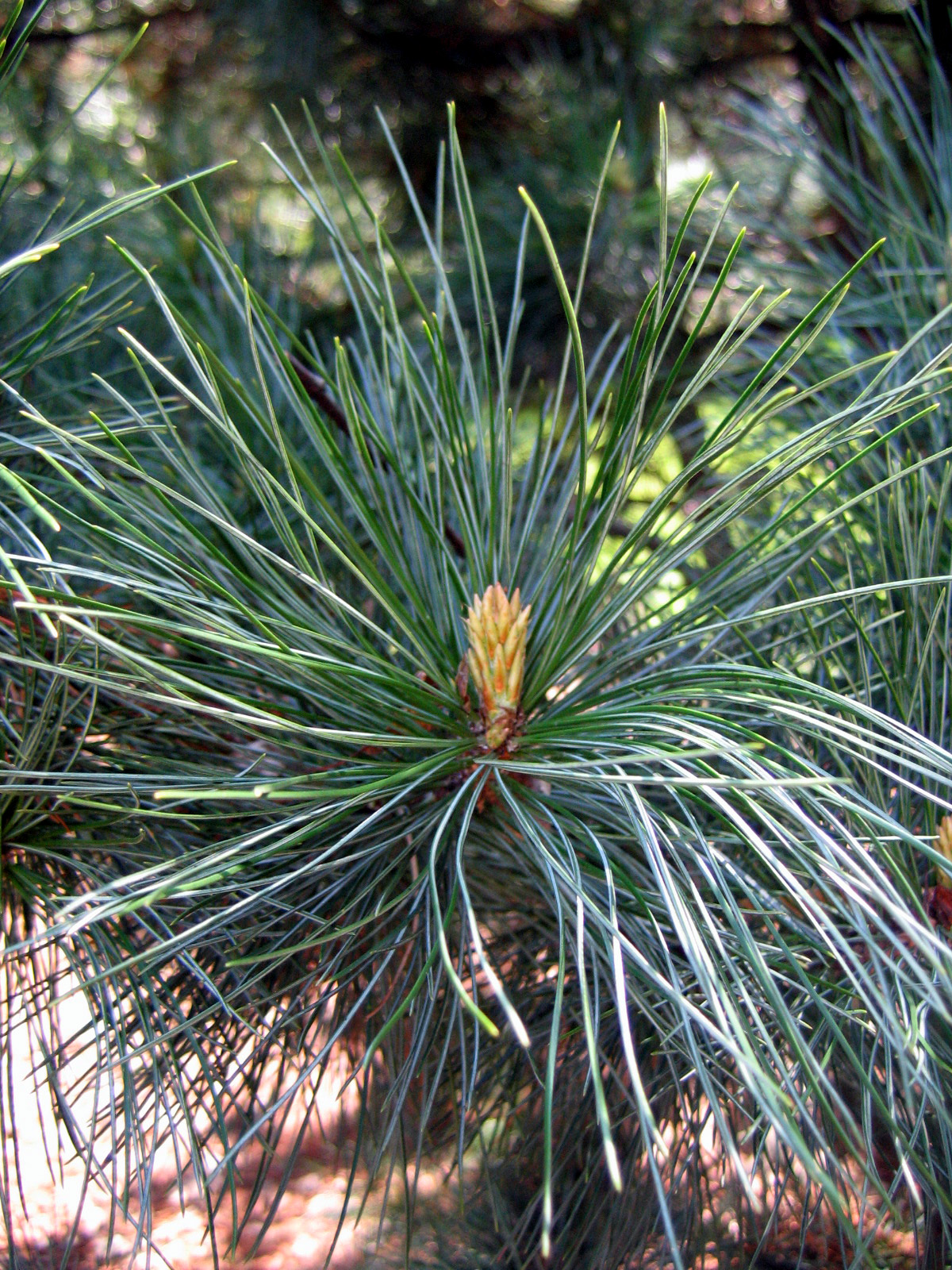
葉の白い気孔が目立つ
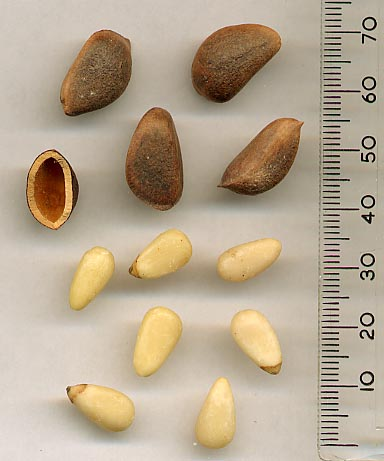
種子と中身、種子は翼を持たない
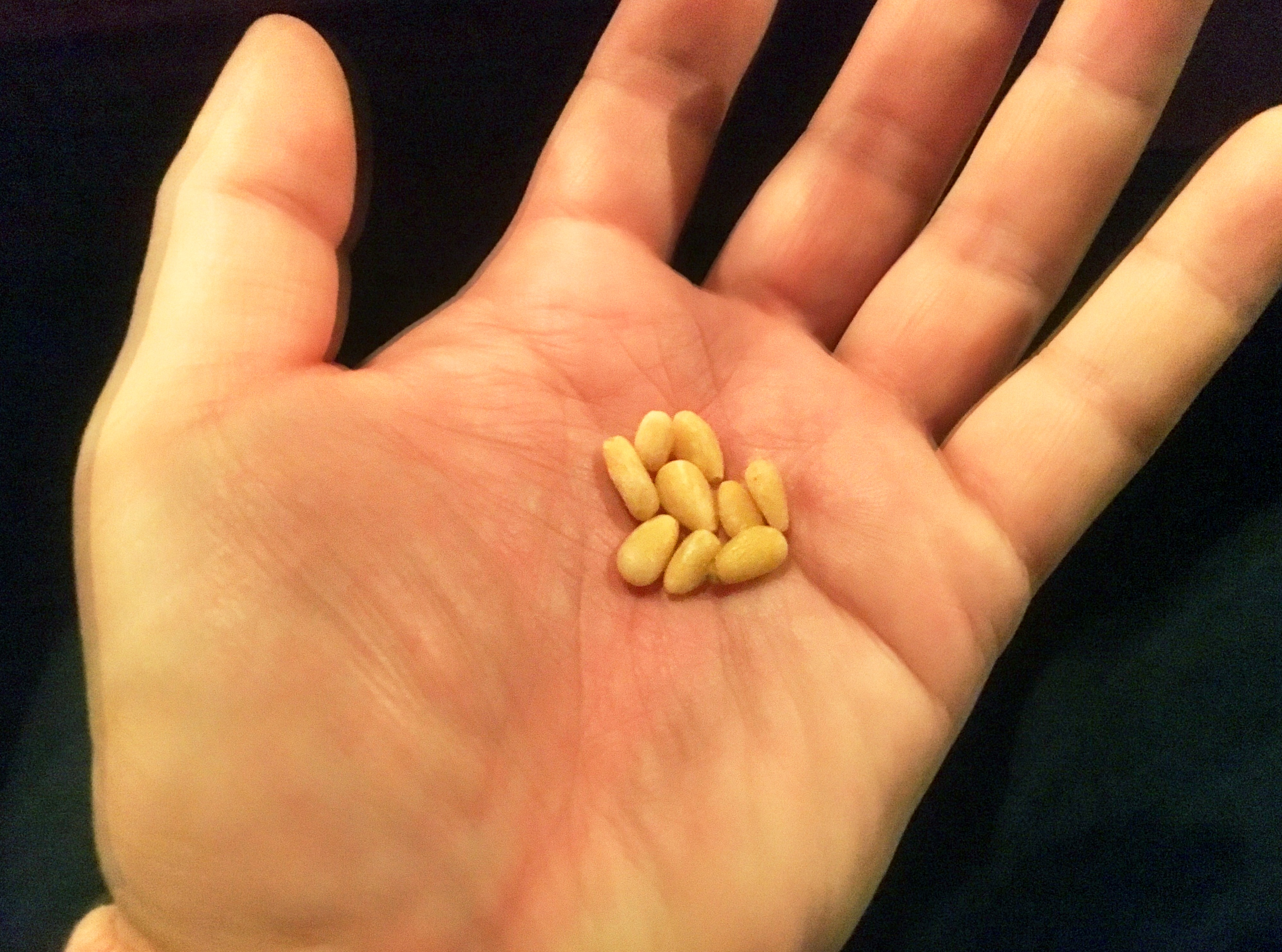
食品として販売されている松の実

## 生態
日本では比較的稀な種であり、純林を構成することはなく広葉樹林に混生する形をとることが多い。一方、シベリアではトウヒ属（Picea）やカラマツ属（Larix）などの針葉樹と共に森林の主要な構成種の一つである。
種子はネズミやリスなどの小さな哺乳類や、カケス、イスカ、ホシガラス、ライチョウなどの鳥類によって伝搬され、特にネズミやリスによって集められ、移動されて各地で発芽する。
本種はマツノザイセンチュウ（Bursaphelenchus xylophilus）に感受性が高く、寄生されるとマツ材線虫病を発症して枯死に至ることが多い。ただし、本種は線虫接種試験に対する感受性自体は強いものの、実際の森林ではあまり被害を受けていないようである。マツ材線虫病が徐々に広がりつつある韓国においても日本産アカマツやクロマツに比べて本種の被害報告は遅かった。

## 人間との関係
材は建築、パルプなどに用いる。庭園木、盆栽にする。種子は可食でいわゆる「松の実」として利用される。種子は海松子と呼ばれ漢方薬に利用される。韓国では葉も利用するようである。
材は本種の主要産地の一つである中国での名を採って紅松 (ホンソン)などと呼ばれる。気乾比重は在来の二葉松類よりやや軽い0.45 -0.50。
シベリアでも伐採が盛んである。シベリアでは絶滅の恐れのあるアムールトラやアムールヒョウといった大型肉食哺乳類を保護すること、経済価値の高い本種の違法伐採が後を絶たないことなどから本種の保護が叫ばれていた。2010年（平成22年）10月付でマツ属としては初めてロシア産の本種をワシントン条約に登録する措置が採られている。